# Dive Bar Tour
Dive Bar Tour fue la primera gira promocional de la cantante y compositora estadounidense Lady Gaga, realizada para promover su quinto álbum de estudio, Joanne (2016). Inició el 5 de octubre de 2016 en Nashville y concluyó el 27 del mismo mes en Los Ángeles, ambas ciudades ubicadas en los Estados Unidos. De acuerdo con la artista, la gira iba dirigida principalmente a los antros estadounidenses en honor a sus inicios musicales, donde se presentaba en recintos de esa índole para promover su debut The Fame (2008). El recorrido fue patrocinado por Bud Light, que además transmitió todos los conciertos a través de su página de Facebook.

## Antecedentes y anuncio
Durante septiembre de 2016, Gaga concedió varias entrevistas a radios estadounidenses, en las que comentó que su álbum Joanne era «autobiográfico», y que reflejaría su vida personal como «la típica chica americana». El 2 de octubre del mismo año, anunció que realizaría una pequeña gira promocional por antros estadounidenses a fin de promover dicho álbum, que además sería promovida por Bud Light y tendría tres fechas en lugares aleatorios. Expresó que: «Lo que me encanta de estas giras a través de los antros es que puedo presentarme y mirar a mis seguidores directo a los ojos cuando canto y puedo tratar de lograr una experiencia humana más natural». Antes del primer espectáculo, también reveló que interpretaría temas exclusivos, incluyendo «Million Reasons», que estaba previsto para ser el primer sencillo promocional de Joanne.

## Comentarios de la crítica
En general, la gira contó con buenas reseñas de parte de los críticos. Respecto al concierto en Nashville, el escritor Jewly Hight de Billboard comentó que Gaga se veía «más natural que nunca» y habló favorablemente de su registro vocal, así como su interacción con la audiencia. Asimismo, Jon Freeman de Rolling Stone coincidió con los comentarios y también destacó la energía de la artista durante presentaciones como «A-Yo». En cuanto al concierto en Nueva York, Ryan Reed de la misma revista aclamó la versatilidad de Gaga en el espectáculo, donde desarrolló increíblemente géneros como el funk, el folk, el country y el rock. Yohana Desta de Variety habló positivamente de la voz de la artista, su dedicación y su toque personal. Respecto al último concierto, llevado a cabo en Los Ángeles, Katie Atkinson de Billboard destacó la presentación de «Angel Down», que consideró «emocional» y «desgarradora». Eve Barlow del periódico L.A. Weekly quedó fascinada con el concierto, que describió como «íntimo» y «alocado», además de dar buenos comentarios sobre su voz y su energía.

## Lista de canciones
Canciones interpretadas el 5 de octubre de 2016 en Nashville.
1. «Sinner's Prayer»
2. «A-Yo»
3. «Million Reasons»
4. «Perfect Illusion»

Canciones interpretadas el 20 de octubre de 2016 en Nueva York.
1. «Diamond Heart»
2. «A-Yo»
3. «Joanne»
4. «Grigio Girls»
5. «Million Reasons»
6. «Just Another Day»

Canciones interpretadas el 27 de octubre de 2016 en Los Ángeles.
1. «Come to Mama»
2. «A-Yo»
3. «John Wayne»
4. «Million Reasons»
5. «Angel Down»
6. «Joanne»
7. «Perfect Illusion»

## Fechas de la gira
| Norteamérica — Etapa I |             |                |                |
| 5 de octubre de 2016   | Nashville   | Estados Unidos | The 5 Spot     |
| 20 de octubre de 2016  | Nueva York  | Estados Unidos | The Bitter End |
| 27 de octubre de 2016  | Los Ángeles | Estados Unidos | The Satellite  |